# Leorio Paladiknight
Leorio Paladiknight (レオリオ＝パラディナイト?, Reorio Paradinaito), chiamato Leolio nella traduzione italiana del manga, è un personaggio del manga e anime Hunter × Hunter, scritto e disegnato dal mangaka Yoshihiro Togashi.

## Il personaggio

### Aspetto
Leorio è un giovane di diciannove anni, anche se per via del suo aspetto maturo ne dimostra molti di più. È alto e abbastanza muscoloso, ha i capelli castani corti e dritti, gli occhi verdi e una dentatura a dir poco perfetta. Indossa un completo blu scuro con una cravatta verde, porta sempre anche degli occhiali da sole scuri dalle lenti tonde. Sembra che questo accessorio serva più per vezzo che per comodità, dal momento che li indossa portandoli sulla punta del naso e non vedendoci attraverso.

### Carattere
Leorio ha una personalità forte e decisa: non si tira mai indietro di fronte al pericolo e tiene sempre in grande considerazione il valore dell'amicizia, ma spesso tende ad agire in maniera impulsiva. Questo suo temperamento sarà moderato dalla presenza di Kurapika, che in più occasioni lo fermerà prima che possa compiere azioni avventate: Leorio, infatti, ha la tendenza a risolvere la maggior parte delle questioni con la forza.
Come afferma lui stesso nel corso dell'esame per diventare hunter, ha un forte senso del dovere e non è capace di stare a guardare quando vengono commesse delle ingiustizie.

## Storia
Non si sa molto sul passato di Leorio se non che ha perso un caro amico d'infanzia, Pietro, a causa di una grave malattia; tale morbo non era incurabile, ma la terapia era troppo costosa: tale sensazione di impotenza lo spingerà a diventare un hunter di modo che, una volta ottenuta la licenza, si sarebbe potuto permettere gli studi in medicina e curare anche le persone meno abbienti gratuitamente. Non volendo rivelare il suo buon cuore, tuttavia, inizialmente Leorio afferma di voler diventare un hunter solo per soldi.
Durante l'esame Leorio stringe una forte amicizia con Gon, Killua e Kurapika e alla fine riusciranno ad ottenere l'ambita licenza (tranne Killua, che viene bocciato per aver eliminato un altro partecipante durante la prova finale).
Successivamente si recherà alla residenza degli Zoldick per recuperare Killua, dopo di che comincia a studiare e apprende le basi del Nen. Leorio ritroverà Gon, Killua e Kurapika a York Shin City aiutando i primi due a racimolare un po' di soldi e dimostrando di aver appreso il Ten.
Una volta conclusa la battaglia contro le formichimere, Leorio viene a sapere delle gravi condizioni in cui versa Gon e, infuriato, si reca al palazzo dell'Associazione Hunter durante le elezioni del tredicesimo presidente accusando Ging di non curarsi minimamente del figlio e arrivando a colpirlo davanti a tutti in seguito al suo rifiuto di andare a trovarlo in ospedale. Tale azione gli consente di piazzarsi terzo alle elezioni, rientrando così tra i primi sedici candidati che si contenderanno il posto lasciato vacante dalla morte di Netero.
Dopo aver annunciato che, in caso di vittoria, avrebbe fatto tutto ciò che era in suo potere per salvare Gon e aver ricevuto l'appoggio del Jyuushin Cheadle, Leorio va al ballottaggio contro un altro membro dello Zodiaco, Pariston, ma in seguito alla guarigione di Gon (avvenuta grazie ai poteri di Alluka, sorella di Killua) perde interesse a diventare presidente.
Concluse le elezioni Cheadle propone a Leorio di entrare a far parte dello Zodiaco degli Hunter al posto di Pariston: il ragazzo accetta, a condizione però che facessero entrare anche Kurapika.

## Poteri e abilità
Nonostante le sue capacità non siano paragonabili a quelle dei suoi amici, Leorio è un ottimo combattente soprattutto nell'uso dell'arma bianca (nella fattispecie coltelli) ed è inoltre dotato di una forza fisica fuori dal comune: dopo soli venti giorni di allenamento, infatti, riesce ad aprire la seconda porta della tenuta Zoldick del peso di quattro tonnellate. Possiede inoltre una grande resistenza, che ad esempio gli ha permesso di resistere ad un pugno di Hisoka in pieno volto e correre per ottanta chilometri, e ha dimostrato di essere un eccellente contrattatore nonché un ottimo medico.

### Nen
Leorio appartiene al gruppo della Emissione: durante la saga di York Shin City ha dimostrato di aver appreso solo le basi del Nen e di non aver ancora sviluppato il proprio Hatsu, mentre nella saga per l'elezione del nuovo presidente degli hunter dimostra per la prima volta le sue abilità creando un portale nero attraverso cui invia a distanza un pugno colpendo in pieno volto Ging.
Durante la saga della spedizione nel continente oscuro si scopre che Leorio ha sviluppato ulteriormente il proprio Nen per effettuare più facilmente alcune operazioni chirurgiche: attraverso la palpazione, infatti, può rilasciare la sua aura in forma di ultrasuoni per rilevare eventuali anomalie nel corpo e lanciare piccoli raggi di Nen che possono trapassare ostacoli colpendo solo il bersaglio. Secondo Ging questa tecnica è più difficile da eseguire del normale En ed è stata progettata per distruggere coaguli e tumori.

## Curiosità
Come gli altri protagonisti della storia, Leorio è fortemente somigliante ad uno dei protagonisti di un'opera precedente dell'autore, cioè Kuwabara di Yu degli Spettri. Entrambi infatti sono il membro più alto, più irascibile e, oltretutto, il più debole, all'interno dei loro gruppi. Come nel caso di Kuwabara, viene più di una volta lasciato intendere che Leorio, pur essendo un individuo di notevole abilità sia intellettiva che nell'uso del Nen, non possa competere con la mente geniale di Kurapika o al talento naturale nell'utilizzo del Nen di Gon e Killua, così come Kuwabara, pur essendo stabilito essere l'umano con le capacità spirituali più potenti del suo tempo, resta non all'altezza dei poteri demoniaci di Yusuke, Kurama e Hiei.